# Petunia (pel·lícula)
Petunia és una pel·lícula de comèdia dramàtica del 2012. Va ser coescrita i dirigida per Ash Christian. Thora Birch, que protagonitza la pel·lícula, i el seu pare Jack Birch, són acreditats com a productors. S'ha doblat i subtitulat al català.

## Repartiment
- Tobias Segal com a Charlie Petunia
- Thora Birch com a Vivian Petunia
- Christine Lahti com a Felicia Petunia
- Brittany Snow com a Robin McDougal
- Michael Urie com a George McDougal
- David Rasche com a Percy Petunia
- Eddie Kaye Thomas com a Michael Petunia
- Jimmy Heck com a Adrian Petunia
- Branca Ferrazo com a Natassia
- Shad Gaspard com a XL